# 기술복제시대의 예술작품
기술복제시대의 예술작품(독일어: Das Kunstwerk im Zeitalter seiner technischen Reproduzierbarkeit, 영어: The Work of Art in the Age of Mechanical Reproduction)은 1892년 독일에서 태어난 철학자 발터 벤야민의 작품이다. 그는 마르크스로부터 많은 영향을 받았으며, 프랑크프루트학파와도 많은 관계를 가진다. 그는 그러한 사회철학의 학풍을 바탕으로 당시 빠르게 진행되던 산업기술의 발달에 주목을 하며 연구를 하였는데, 특히 "기술복제시대의 예술작품"을 통해 그런 사회적 변화를 긍정적으로 평가한다.
그는 이 논문에서 기술복제시대의 가장 두드러진 특징을 사진기술의 발달과 철도의 발달을 통한 영상기술의 발달에 따른 예술의 본질적 변화에 대해서 기술한다. 먼저 사진기술의 발달은 기존에 회화예술이 가지고 있던 아우라의 붕괴를 초래한다고 설명한다. 아우라란, 예술의 원작이 갖는 신비한 분위기나 예술의 유일성을 뜻하는데, 이러한 아우라의 붕괴는 오히려 예술을 발달시킨다고 주장한다. 즉, 아우라가 가지던, 엄숙하고 기득권적인 소수의 종교적 가치나 제의 가치가 사진기술의 발달을 통해 전시적 가치로 변화하여 예술의 대중성을 이끌었고, 이것은 궁극적으로 예술의 민주주의를 가져왔다고 평가한다. 또한 사진기술의 발달은 기존의 회화가 가지던 단순한 상황이나 인물 재현으로서의 의무적 모순으로부터 탈피시켰고, 회화가 예술로서 진정한 가치를 가질 수 있도록 해방시켰다고 하였다. 이것은 인상주의 학파의 등장과도 밀접한 관련이 있다고 할 수 있다.
또한 철도의 발달은 영상에 대한 커다란 발전을 가져왔다. 기차가 달릴 때 차창 밖으로 보이는 풍경들은 끊임없이 계속 바뀌며 변화한다. 이러한 무한한 파노라마에 대한 갈망은, 움직이는 이미지를 재현하고자 하는 욕구를 가져왔고, 이것은 영상장비의 개발을 이끌었다. 1887년 머레이의 영상장비는 40여장의 사진을 불과 3-4초간 지속할 수 있는 정도의 장치였지만, 현대적 영상 기술의 기틀을 마련했다는 점에서 평가받을 수 있겠다. 4년 후인 1891년에는 미국의 에디슨이 키네토스코프란 이름의 영상장비를 개발하였다. 하지만 이것은 엄청난 무게와 크기를 가지고 있어서, 야외촬영이 거의 불가능했다. 그 후 1895년 뤼미에르 형제가 현대식 카메라의 원형이라고 할 수 있는 촬영장비를 개발하였다. 시네마토그라프라는 이름의 이것은 에디슨이 개발했던 것보다 100분의 1의 무게를 가졌으며 이를 통해 본격적인 영상의 사조가 등장했다고 해도 과언이 아닐 만큼 영화사에 커다란 한 획을 긋는다. 또한 이를 상영하기 시작하면서 인간의 사회적 관점이 크게 증진되었다고 할 수 있다.
이러한 영상 장비의 발전은 공산주의와 파시즘에 의해 이용되었다. 촬영을 하기 위한 장비의 구입과 사용을 위한 교육은 모두 자본가 계급에 의해서 이루어졌기 때문에 촬영이나 편집 등은 자본가의 이해관계에서 떠날 수 없었다. 따라서 이들의 영상은 자본가의 계급과 기득권의 유지를 위해 프롤레타리아 계급의 의식화를 막는 데 기여하도록 제작되었다. 이것이 바로 공산주의에 의한 예술의 정치화라고 한다. 반면 파시즘은 예술을 통한 정치적 심미화에 영상을 사용하였다. 그들이 궁극적으로 원하는 것은 세계를 통치하는 것이고 그것을 위해 그들이 해야하는 것은 전쟁이었다. 따라서 파시즘은 그들의 권력에 대한 정당성을 옹호하고, 전쟁의 참혹성을 미화하여 대중을 선동하는 것에 영상을 사용하였다.
벤야민은 아마도 사진 기술의 발달을 통한 예술의 대중성이 확보된 것에는 좋게 평가하고, 정치적 집단들이 이를 이용해 대중의 선동이나 정당화라는 목적으로 쓰인 것은 비판하기 위해 이 논문을 쓴 것이 아닌가 생각한다.

## 같이 보기
- 예술지상주의